# Verband Deutscher Glasbläser
Der Verband deutscher Glasbläser ist ein 1972 gegründeter Verein zur Wahrung der beruflichen Interessen und Förderung des Erfahrungsaustausches von Glasbläsern. Jährlich finden Fachtagungen statt, bei denen Vorträge und praktische Vorführungen sowie Betriebsbesichtigungen geboten werden. Aussteller, kunsthandwerkliche Arbeiten, Fachbücher, Glasbearbeitungsmaschinen, Werkzeuge etc. begleiten diese Seminare. Vierteljährlich erscheint die Fachzeitschrift VDG-Nachrichten zum Thema Glas.

## Gründungsversammlung
An der Gründungsversammlung nahmen 44 Interessenten teil. Gerd Farbig bedauerte in seinen Begrüßungsworten den Rückstand der deutschen Glasbläser in Arbeitstechnik, Weiterentwicklung, Fortbildung und Aufstiegsmöglichkeiten gegenüber Kollegen in Ländern mit "Glasbläservereinigungen" (z. B. USA, England, Niederlande). Dafür seien hauptsächlich der mangelnde Kontakt untereinander und die fast mittelalterliche Geheimhaltung der entwickelten Arbeitsmethoden verantwortlich.

## Geschichte
Am 20. Januar 1972, am Rande der „Wertheimer Glastage“, fand auf Initiative von Schaudel und Gerd Farbig die Gründungsversammlung des Verbands Deutscher Glasbläser e.V. im Bronnbacher Hof statt. Bereits am 30. September 1972, folgte die 1. Jahreshauptversammlung des VDG in Mondfeld/Mondfeld. 1973 erstellte der Verband das erstes ungebundenes Heft, das im Oktober 1975 als Beilage in der "techglas" erscheint.
Zwei Jahre später erschienen die VDG-Nachrichten in erster Ausgabe. Das erste Jubiläum (10 Jahre VDG ) wurde 1983 in Verbindung einer Tagung in Bad Alexandersbad gefeiert. International wurde der VDG 1986 mit Tagungs-Teilnehmern aus 9 Ländern. Im Jahr 1988 wurde schließlich in Rheinbach ein VDG Workshop zum festen Bestandteil der VDG Fortbildungsseminare. 2007 schließlich stand das erste Internationales Glasbläser Symposium mit über 500 Teilnehmern an, organisiert mit anderen Verbänden (Niederlande, Belgien, Großbritannien) in Veldhoven. Bis 2021 beläuft sich die Mitgliederzahl der kleinen Berufsgruppe von etwa 2500 Glasbläser auf nunmehr etwa 500 Mitglieder.
Dies entspricht etwa 20% aller deutschen Glasbläser. 50 Jahre VDG  (1972-2022) konnten dann im Jahr 2022 gefeiert werden. 

## Zweck
Der Verband Deutscher Glasbläser e.V. ist ein Verein zur Wahrung der beruflichen Interessen und Förderung des Erfahrungsaustausches unter den Mitgliedern. Informationsorgan rund um den Begriff Glasbläser. Jährlich finden Fachtagungen statt, bei denen Vorträge und praktische Vorführungen sowie Betriebsbesichtigungen geboten werden. Aussteller, kunsthandwerkliche Arbeiten, Fachbücher, Glasbearbeitungsmaschinen, Werkzeuge etc. begleiten diese Seminare. Vierteljährlich erscheint zusätzlich die Fachzeitschrift VDG-Nachrichten mit Infos, Tipps  um das Thema Glas.

## Fachtagungen
Der Verband Deutscher Glasbläser e.V. veranstaltet jedes Jahr im Zuge der Mitgliederversammlung ein Fortbildungsseminar, zu dem Referenten aus Wirtschaft, Forschung, aber auch aus dem Kreis der Verbandsmitglieder, Fachvorträge zu Technik, Entwcklungen oder Arbeitssicherheit halten. Zu den Vorträgen kommen Betriebsbesichtigungen bei Firmen, die sich im Bereich Glas behauptet haben. Alle 2 Jahre wird bei einem Workshop die Möglichkeit geboten, sich mit Kolleginnen und Kollegen auszutauschen und neue Trends schnell zu erkennen und zu gestalten. In den Workshops werden verschiedene Arbeitstechniken und Tricks sowie die neuesten Werkzeuge, Brenner und Maschinen vorgeführt.
- 2012 TU Berlin [11]
- 2015 in Fulda
- 2016 in Jena
- 2017 in Aachen
- 2018 am Säntis (CH) SRF-Schweiz Aktuell[12]
- 2019 in Kassel
- 2021 in Wertheim
- 2022 in Weilburg
- 2023 in Lauscha mit Experten aus Amerika[13]
- 2024 in Kassel mit Glasbläser-Wettbewerb Messkolben mit vorgegebenem Nennvolumen fertigten[14]
- 2025 in Bad Soden VDG-Jahrestagung Kurzprogramm[15]

## Fachzeitschriften
Das Gesamtkonzept und Erscheinungsbild der Fachzeitschrift des Verbandes, die VDG-Nachrichten, haben sich kontinuierlich weiterentwickelt. Es ist das einzige Magazin im Bereich der Heißglasbearbeitung im deutschsprachigen Raum. Auszug aus der Ausgabe 4, Jahrgang 2008 der VDG-Nachrichten. Auszug aus der Ausgabe 2, Jahrgang 2020 Thema Technische Apparatekunst 

## Partnerverbände international
1. Polnischer Glasbläserverband, polnisch Stowarzyszenie Palnikowej Obróbki Szkła (SPOS)
2. Glasbläser Verband Schweiz (GVS)
3. Britischer Glasbläserverband, englisch British Society of Scientific Glassblowers (BSSG)
4. Amerikanischer Glasbläserverband, englisch American Scientific Glassblowers Society (ASGS)
5. Australischer & Neuseeländischer Glasbläserverband, englisch Scientific Glasblowers Socienty of Australia ans New Zealand (SGSANZ)
6. Glass Art Society USA (GAS)

## Ordnungsverfahren
Bei der Gestaltung zu Aus- und Fortbildungsordnungen für Fachkräfte und Auszubildende wirkt der Verband aktiv mit. 
Zuletzt zum Neuordnungsverfahren Verordnung über die Berufsausbildung zum Glasapparatebauer und zur Glasapparatebauerin im Jahr 2023, welche die Altverordnung aus dem Jahr 1983 ersetzt. Aktuell seit 2024 steht die Mitarbeit am Neuordnungsprozess zur Meisterprüfungsverordnung MPVO der Glasapparatebauer auf dem Plan.